# 乗車カード
乗車カード（じょうしゃカード）とは、鉄道やバスなどの公共交通機関の運賃を支払うために利用できる、カード型の乗車券のこと。
乗車カードには、主に磁気カード、ストアードフェアカード、ICカード（接触型もしくは非接触型）、クレジットカード、デジタルチケットなどの種類がある。
バス専用の乗車カードについては、バスカードを参照。

## 概説
公共交通機関を利用する際、乗車時・降車時に読取機に情報を読み取らせるだけで運賃の支払いが可能なカードである。通常のプリペイドカードと同様に事前に代金を支払って購入し、残額がゼロになるまで繰り返し利用できる。ICカードの場合はチャージ（積み増し）して繰り返しカードを使用することもできる。
バス・路面電車においては、乗降客が整理券を取る、小銭を両替する、運賃を確認し運賃箱に入れるなどの煩わしさから解放される利点がある。鉄道においては、乗客は出札口や自動券売機に並んで乗車券を購入する必要がなく、事業者側は自動券売機の設置台数を減らせるなどの利点がある。さらに非接触型ICカードの場合、カードを財布などから出し入れする必要すらない。
乗車カードによってはプレミアム（割増）やポイントが付くこともあるほか（後述）、カードを利用して乗車情報を記録しておくことができるので、乗車カード利用者限定の乗り継ぎ割引制度を設けている事業者もある。
読み取り機・自動改札機で直接使用する他に、乗車カードによっては、自動券売機での乗車券・料金券（特急券など）の購入や自動精算機での不足運賃の精算（乗り越し）などにも使用できる場合もある。

## 方式
乗車カードには支払証明の機能（利用者が支払った料金と利用条件の証明）と情報表示の機能（利用者が区間、経由、日時、有効期限、列車や座席の指定）が搭載されており、デジタルチケットではそれらをモバイル端末のアプリケーションプログラムで処理する。また、ストアードフェアカード（SFカード）では情報表示の機能として、過去の使用履歴も扱うことができる。

### 磁気カード
磁気カードを使用する方式。紙片やプラスチックカードに磁気インクを塗布し、磁気エンコードされたデータを記録して自動改札機等で読み取る。乗車カード導入当初はこの方式が多かった。
乗降の際、読み取り機あるいは読み取り機能のある自動改札機に挿入する。カードの種類によっては、裏の磁気面に乗車日や乗車時刻、利用区間、支払額などの情報が印字されるものもある。カードは使い捨てで、残額を使い切ったら処分して再び新しいカードを購入する。
なお、日本のゆいレール、北九州モノレールではQRコードによる読み取り方式を採用している。

### ストアードフェアカード
ストアードフェアカード（SFカード）は運賃として予め支払われた額を記録しておき、自動改札機で乗車区間に応じて運賃をカード残高から差し引いていく方式である。乗車回数を貯めておくストアードライドシステム (stored ride system) もある。
入場記録が存在することが前提になるので、すべての改札に情報書き込みが可能な自動改札機かそれに準ずる装置が必要とされる。バスの場合は車内に備え付けられたカードリーダーが自動改札機の代わりとなる。
鉄道事業者によっては無人駅でカードの取扱いを行わない場合や、自動改札機のない有人駅で駅係員に申し出て入出場処理を行う場合もある。不正乗車を防ぐため、自動改札機でカードの入場処理と出場処理を交互に行わなければ改札機を通過できなくしている事業者もある。

### 非接触型ICカード

自動改札機の通り方 (IC、GIFアニメ動画)

非接触型ICカード（以下、単に「ICカード」）を用いる方式。CPUを組み込んだ非接触型のカードを用いる方式で無線でデータの授受を行う方式である。
日本のICカード乗車券（後述）が使える交通機関、八達通が使える香港の交通機関、オイスターカードが使えるロンドン交通局など、多くの鉄道駅や路線バス等において、入場の際に駅の自動改札機または簡易ICリーダーにタッチし、出場の際に再びこれらにタッチすることで簡単に使用できる。路面電車や路線バスにおいては、駅や停留所にはICリーダーが設置されておらず、車両の乗降ドア付近のICリーダーに乗り降りの際にタッチすることで使用できる。
ICカードでは同じカードを使い続けることが前提で、残額を使い切ったときは駅やバスターミナルなどに設けられた自動券売機やチャージ機によりチャージ（積み増し）して再使用する。利用額にデポジットを加算した額で発売していることが多く、不要になったときはカードを発行元に返却するとデポジットが戻る。
事業者によってはICカードに定期券や一日乗車券などを搭載することができる。クレジットカードと一体となったものやクレジットカードに紐付けできるものもある。紐付けされたクレジットカードを利用すると残高が一定金額を下回った場合にクレジットカードを通じて自動でチャージ（オートチャージ）出来るように設定できるものもある。
カードの発行事業者や種類によっては、利用区間の運賃や利用回数に応じてポイントが加算されるもの、カード利用者に限り利用区間の通常運賃より安い額が引き去られるもの、入金した金額より少し高い額が積み増しされるものもある。

### クレジットカード決済（非接触型決済）

コンタクトレス決済のシンボル

クレジットカード（EMVコンタクトレス決済に対応のもの）を乗車券のように用いる方式。

### デジタルチケット
デジタルチケットはモバイル端末の通信機能を利用して乗車券の購入等を行うもので、乗車券の購入だけでなく列車の座席予約なども行うことができるものもある。IC乗車カードと同等のICチップ（FeliCaやNFCなど）を携帯電話やスマートフォンに搭載して利用し、運賃の支払いが可能になる場合がある。

#### モバイル端末の利用
デジタルチケットの導入により、窓口や券売機での混雑の回避でき、端末をかざすだけで改札を通過することができる。また、モバイル端末を使ってチケット（指定券など）をどこからでも購入できるサービス、ゲート通過時にモバイル端末に駅からの情報（乗車案内等）を提供するサービスなどを行うシステムの導入も可能となる。

#### モバイル端末の対応
日本のモバイルSuica、香港の八達通 (Octopus)、台湾の悠遊カード (悠遊卡、EasyCard)、シンガポールのEZ-link、韓国のTマネーなどでモバイル利用が可能なサービスが存在する。2020年春にモバイルPASMOがサービス開始。
日本ではモバイルサービスはフィーチャーフォン携帯電話およびPHSの一部機種でおサイフケータイ対応としてモバイルSuicaなどが利用可能である。スマートフォンが主流となり、iPhoneは一部旧世代端末では利用できなかったが、FeliCa搭載iPhoneの登場によりモバイルSuicaなどが利用可能となった（Apple Pay Suica）。Android端末ではおサイフケータイ対応端末の一部でモバイルSuicaなど、またはGoogle Pay Suicaとして利用可能である。2020年春にAndroid端末に対応したモバイルPASMOがサービス開始。

#### デジタルチケットの利点
紙券など従来の乗車券の場合、購入手段の問題、携行の手間の問題、紛失リスクがある。
購入手段は紙券など従来の乗車券の場合、駅や旅行代理店など購入場所が限られる。電話やインターネットでの予約も可能だが換券は駅などで行う必要がある。デジタルチケットの場合、実媒体としての切符は不要で予約券、一回券、期間券、回数券などの乗車券をモバイル端末の通信機能で購入できる。また、デジタルチケットの場合、購入した予約券、一回券、期間券、回数券などの乗車券はモバイル端末に保存されるため、携行の手間や紛失リスクを低減できる。
さらに自動改札機連動情報配信サービスの構想では、モバイル端末に定期券のID番号のほかに利用者の電子メールアドレスや希望する情報を登録できるようにし、広告主は交通機関を利用する利用者の場所や時間に合わせて広告を配信することが可能となり、鉄道会社などの交通機関は運賃だけでなく広告料収入を得ることもできるとしている。

## 歴史
非接触型スマートカードは1995年に韓国・ソウルで電子チケット発行に初めて使用された。

### 磁気カード乗車券の歴史

#### 各事業者の導入の歴史
交通事業者によるプリペイドカードの例として、1985年に当時の日本国有鉄道（国鉄）がオレンジカードを発売したほか、他の交通事業者でも同様のカードが発売された。これらは乗車カードではなく、自動券売機に投入して乗車券を購入する金券方式のプリペイドカード（間接式）で、カードをそのまま自動改札機に投入することはできなかった。
路線バスにおける磁気バスカードは、1980年代以降、均一運賃制の路線での導入例があったが、本格的かつ大規模な導入例としては、1988年5月9日に神奈川中央交通が導入した「神奈中バスカード」が多区間運賃制では日本初のものである。システムは三陽電機製作所（現：レシップ）との共同開発であった。その後、バス共通カードに統合されて発行終了している。これを嚆矢として各地のバス事業者でバスカードの導入が進んだ。
翌1989年10月4日、奈良交通が磁気式バスカードを導入。多区間運賃路線についても導入した。バスカードが利用可能な車両には、神奈川中央交通と同様に丸い「バスカード」のマークを車両前面に装着しており、このマークがある車両のみで利用できた。
1990年には、長崎自動車が磁気式バスカード対応の自動精算式運賃箱を導入。翌1991年1月末までに全車で設置完了した。神奈川中央交通のような乗車時にもカードを挿入する方式を採用せず、整理券に印刷されたバーコードを運賃箱で読み取ってバスカードから運賃を差し引く方式である。
なお、神奈川中央交通と長崎自動車のバスカード導入にあたっては、運輸省から「昭和63年度バス交通活性化補助」が交付されていた。バスカード導入で補助対象になったのはこれらが日本初の事例である。
鉄道事業者では、名古屋市交通局が1988年3月1日に「リリーカード」を発売、4月1日から名古屋市営地下鉄全線で使用開始した。ただしリリーカードで地下鉄に乗車する際は、カードを直接自動改札機に投入することはできず、自動券売機にリリーカードを投入して切符を購入する方式であった（オレンジカードと同様）。翌1989年9月10日の市営地下鉄桜通線開業と同時に、地下鉄回数券を磁気カード化し「回数券カード」となった。これが名古屋市営地下鉄では初となる、自動改札機に直接投入できる磁気式乗車カードである。リリーカードの利用は名古屋市営バスにも拡大され、1989年10月2日より基幹バス1号系統に試験導入、1991年10月1日には市営バス全線に導入された。バスでは均一運賃のため運賃箱の磁気カードリーダーに直接挿入して支払可能であった。翌1992年には名鉄バスと共同運行する基幹バス2号系統で、リリーカードと名古屋鉄道の「パノラマカード」の共通利用が可能となった。その後、1998年5月6日にストアードフェア方式のユリカを発売したため発行終了している。
また1989年12月には、遠州鉄道の磁気式乗車カード「ETカード」がサービス開始した（ETは Entetsu Trafficの略）。ETカードもリリーカードと同様に当初は鉄道のみであったが、1992年2月20日には遠鉄バスにも拡大された。リリーカードと同じく鉄道では自動券売機で切符を購入し、バスでは多区間運賃制につき整理券を投入し運賃箱に直接挿入して運賃を支払う方式であった。後述のIC乗車カード「EG1CARD（イージーワンカード）」（2002年試験導入、2003年本格導入）および「ナイスパス」（2004年にEG1CARDから移行する形で本格導入）に伴い廃止されている。
1991年3月1日、東日本旅客鉄道（JR東日本）は、自動改札機に直接投入できるストアードフェア方式のイオカードを山手線内の一部の駅で利用開始し、その後首都圏の各駅に導入を進めていった。
1991年10月には、新潟交通で「バスカード」のサービスが開始された。同社のICカードバス乗車券「りゅーと」利用促進のため、2013年9月30日をもってサービス終了している。
1992年3月16日、福島交通は福島支社管内の路線バスで磁気式バスカードシステムを導入し、福島市中心部の特定路線で運用される専用の中型車で磁気式バスカードの利用が可能となった。2001年に郡山支社管内でバスICカードが導入された後も併存していたが、新バスICカード「NORUCA」に代替され2010年に廃止されている。

#### 磁気式乗車カードの共通化
バスカードについては、同一地域内での各事業者の乗車カードの共通化が早くから各地で進められ、首都圏1都3県（東京都・神奈川県・埼玉県・千葉県）におけるバス共通カードのように広域的に共通化されたものもあった。バス共通カードは、1992年3月には横浜市・川崎市内の均一運賃区間で共通利用が始まり（横浜市営バス・川崎市バス・神奈川中央交通・江ノ島電鉄の4社局）、横浜市交通局のマリンカードとの共通利用も図られた。1994年10月には東京都区内均一運賃区間（東京23区・武蔵野市・三鷹市・調布市・狛江市）の各社局にも共通利用の範囲が広がり、その後段階的に東京多摩地域や埼玉県・千葉県の多区間運賃制の地区でも利用可能となった。PASMOへの移行に伴い、バス共通カードは2010年内に各社局での販売・利用が停止されている。
また広島県でも、1993年3月25日に広島電鉄（バスのみ）・広島バス・広島交通・芸陽バス・備北交通・JRバス中国のバス事業者6社で共通利用可能な磁気式乗車カード「6社共通バスカード」を導入。翌1994年8月20日には広島高速交通（アストラムライン）が参入、1997年3月31日には広島電鉄が電車線にも導入し、バスと鉄軌道での共通利用となった。また1996年8月31日には公営事業者である呉市交通局も参入している。
関西の私鉄・公営事業者では、1992年4月1日に阪急電鉄が「ラガールカード」でのストアードフェアシステムを開始。こちらは自社線全駅で使用可能となった日本初のストアードフェアシステムとなった。1994年4月1日、ラガールカードと能勢電鉄の「パストラルカード」が共通利用開始。さらに1996年3月20日、阪神電気鉄道、大阪市交通局、北大阪急行電鉄の3社局がこれに参加し、関西5社局共同で「スルッとKANSAI」を開始した（スルッとKANSAIはシステム名で、カード名称は各社局で異なる）。これは日本初の広域の複数事業者での鉄道・バス共通利用システムであり、のちにポストペイ型ICカードPiTaPaへつながっていく。
関東ではイオカード発売と同年の1991年11月29日、帝都高速度交通営団（現・東京メトロ）から南北線の駒込駅 - 赤羽岩淵駅間の開業時にストアードフェアシステムのNSメトロカードが発売され、将来の共通化を視野にイオカードと同じシステムを採用した。当時は南北線限定のカードであった（NSは「南北＝North・South」と「New Service」を掛けている）。また1993年11月1日に東京都交通局のTカードが発売されたが、都電・都営バス用カードは神奈中バスカードと同じシステム、都営地下鉄用カードはイオカードと同じシステムを採用し、互換性はなかった。都電・都バス用カードはバス共通カードの都区内均一区間への利用拡大に伴い廃止されたが、1996年3月26日に都営地下鉄と営団地下鉄が共通ストアードフェアシステムを開始し、営団からはSFメトロカードが発売されている（SFはストアードフェアの略）。これをベースとして2000年10月14日にパスネットがサービス開始し、当初は首都圏17社局が参加した。イオカードベースのシステムであったが、JR東日本はSuicaを開発中としてパスネット協議会に参加しなかった。首都圏の公営・民営事業者は、パスネットとバス共通カードを統合する形でPASMOへ移行することになる。

### ICカード乗車券の歴史
日本国内では1996年度から1999年度にかけて、ICカードを使用した汎用電子乗車券の開発プロジェクトが官民一体となって行われ、政府（国土交通省）と民間の鉄道事業者や機器メーカーなどにより共同研究が行われた。その結果を踏まえ、旧国鉄の流れを汲む日本鉄道サイバネティクス協議会により、2000年3月に交通系ICカードの共通規格（通称「サイバネ規格」）が制定された。これはソニーが開発した非接触型ICカード規格「FeliCa」（フェリカ、Type-C）を採用した規格であり、翌2001年にはサイバネ規格に準拠した交通系ICカードであるSuicaが登場した。その後はサイバネ規格が日本の交通系ICカードの事実上の標準となり、交通系ICカード全国相互利用サービスへつながっていく。
1997年9月1日、香港の公共交通機関に八達通（オクトパス）が導入された。初のFeliCaを搭載した交通系ICカードであった。

#### 日本の各事業者での導入
日本でも同1997年10月1日、静岡県磐田郡豊田町（現：磐田市）のコミュニティバス「ユーバス」（廃止、運行は遠州鉄道に委託）で、日本初のICカード乗車券である「ユーバスカード」が導入された。ユーバスカードはFeliCaとは通信方式が異なるフィリップス社提唱の非接触型ICカード「ISO14443 Type-A」を採用していた。これを皮切りに全国各地で交通系ICカードが広まってゆくことになる。またユーバスは遠州地方で初めてのコミュニティバスでもあった。
1998年7月28日、東急バス子会社の東急トランセ代官山循環線の運行開始と同時に、専用のバスICカード乗車券「トランセカード」が導入される。これはFeliCaを搭載した日本初の交通系ICカードであった。
1998年8月28日、スカイレール広島短距離交通瀬野線 みどり口 - みどり中央間が全線開業。同年9月、スカイレールサービスが新交通システムスカイレールにIC定期券「スカイレールICカード」導入（FeliCaを採用）。これは鉄軌道における日本初の非接触式ICカード乗車券であった。
1999年11月、道北バスでICカード乗車券「Doカード」導入（FeliCaを採用）。北海道では初の交通系ICカード導入で、磁気カードの「バスカード」も同時にサービス開始している。2014年11月のシステム更新を経て、2015年2月1日より旭川電気軌道の「Asaca CARD」と相互利用を開始した。
2000年2月28日、山梨交通で「バスICカード」導入開始（実証実験は1999年10月から）。FeliCaを採用。当初から全社的に導入したバスICカードとしては日本初となる。また2002年4月1日にはクレジットカード一体型の「バスOMCカードもサービス開始。OMCカードとの提携カードでマスターカードブランドである。山梨交通はこれを「世界初の交通系ICカード一体型クレジットカード」としている（山梨交通#日本初のバスICカード本格導入も参照）。
2001年3月、札幌都市圏において「S.M.A.P.カード」実証実験開始。FeliCaを採用。札幌市交通局（札幌市営地下鉄）のICカード乗車券でもあったが、それにとどまらず地域通貨的な性格を持つものであり、PiTaPaで実装されたポストペイ型電子マネーとしての実験なども行われた。実証実験は2004年3月に終了、2009年1月30日よりSAPICAが導入されたが、ポストペイシステムは採用されなかった。
同2001年4月2日、福島交通で「バスICカード」導入開始。郡山支社管内の郡山駅前発着の一般路線8路線で運用開始、同年10月1日には郡山市内の一般路線全路線へ運用拡大。東北地方では初の交通系ICカード導入であり、ユーバスカードと同じType-Aを採用していた。のちに親会社がみちのりホールディングスに変わったこともあり、FeliCaに規格を統一するため2010年10月30日より新バスICカード「NORUCA」を導入し、ICカードシステムを更新した（福島交通#バスカード（磁気式・IC）も参照）。
同2001年9月、北九州市交通局でひまわりバスカードを導入（FeliCaを採用）。九州での交通系ICカード先行導入となる。ICカードシステムは小田原機器製。
2001年11月18日、JR東日本が首都圏424駅で、サイバネ規格準拠の非接触型ICカード乗車券Suicaをサービス開始。
2002年1月21日、共通ICカード「長崎スマートカード」が利用開始。Felicaを採用。紙式のバス共通回数券を電子化する形で移行し、日本初の共通バスICカードとなった。2005年3月までにバス事業者の全車両に順次搭載。のちに路面電車や鉄道にも拡大され、長崎県内の10社局が参加した。導入にあたっては山梨交通の「バスICカード」が参考とされた。また2005年12月には「モバイル長崎スマートカード」もサービス開始、日本初のおサイフケータイ対応共通バスICカードとなった。
同2002年3月1日、遠州鉄道の電車および遠鉄バスで「EG1CARD（イージーワンカード）」の実証実験を開始。サイバネ規格準拠、FeliCaを採用。翌2003年4月1日より遠鉄バスで「EG1CARD」が本格運用開始（本格運用はバスのみ）。2004年8月20日より「ナイスパス」に移行、遠鉄の電車・バス全線で運用開始。鉄道・バス共通の本格的なIC乗車カードとしては日本初となった。またナイスパスでは2009年9月1日、Suica・PASMO・nimocaに続き、日本のIC乗車カードで4番目にオートチャージサービスを開始したが、バス車両でのオートチャージは日本初となっている。
同2002年7月7日、東京急行電鉄世田谷線専用のICカード乗車券「せたまる」サービス開始。FeliCaを採用。「せたまる回数券」「せたまる定期券」の2種類が存在し、ポイントサービスもあり地域通貨としての利用も試みられた。
2003年11月1日、JR西日本のICOCAがアーバンネットワーク圏内でサービス開始、以降順次エリアを拡大する。
2004年8月1日、スルッとKANSAIによるPiTaPaがサービス開始。当初は阪急電鉄・能勢電鉄・京阪電気鉄道の鉄道3社で導入された。ポストペイ方式を採用した点が特徴となっている（PiTaPa#ポストペイ方式の採用も参照）。
2005年8月23日、伊予鉄道が「ICい～カード」とおサイフケータイ対応の「モバイルICい～かーど」を導入。磁気式「い～カード」から移行したものだが、おサイフケータイ対応のIC乗車カードとしては日本初となる（モバイル長崎スマートカードは同年12月サービス開始）。伊予鉄道・伊予鉄バスに加え、伊予鉄タクシーでも共通利用できる、電子マネー機能も付加し、伊予鉄髙島屋などグループ企業でのショッピングにも利用可能とした。
2006年1月21日には関西圏でICOCA・PiTaPaの相互利用が開始された。同年2月1日には大阪市交通局・阪神電気鉄道・大阪モノレール・北大阪急行電鉄で追加導入、同時に阪急バス・神姫バスの一部路線にも導入され、バスでの利用が開始された。
同2006年1月28日、JR東日本でおサイフケータイ機能を使用したモバイルSuicaがサービス開始した。
2007年3月18日、パスネットとバス共通カードを統合する形でPASMOがサービス開始。同時に首都圏ICカード相互利用サービスとして、Suicaとの相互利用が開始されている。
2013年3月23日、交通系ICカード全国相互利用サービス開始。Suica・PASMO・ICOCA・PiTaPa・kitaca・TOICA・manaca・SUGOCA・nimoca・はやかけんとの相互利用が可能になる。以降も全国相互利用サービス参加事業者は増加しており、地方の私鉄・バス事業者を含めた多数のICカード乗車券の全国相互利用が進んでいる。

#### 機器更新を巡る高額費用と全国相互利用サービスからの離脱問題
2020年代に入ると、交通系ICカード全国相互利用サービス（以下、同サービスと表す）に加入していた特に地方の社局が独自の地域ICカード、ICクレジットカードのタッチ決済、QRコード決済などを導入し、同サービスから離脱する動きが出ている。この影響で、同サービス対象のいわゆる「10カード」などの利用ができなくなったり、逆に同サービスを継続もしくは新規導入により、事業者間での相互使用に制限が新たに発生するような事例が出て、利用者側の利便性を低下させる事態も危惧されている。
これらの要因として、対応機器の更新時期を控えているが、機器の単純な更新に際しては現状では国土交通省から費用補助の対象となっておらず、人件費、燃料費などの高騰やコロナ禍などにより利用客の減少で事業収益が悪化している社局側が高額な更新費用を敬遠して、より安価なシステムの導入に踏み切っている。また「10カード」の場合、地域内でのカード利用に伴う資金や情報が県外に流出することを危惧する観点から、同サービスとの互換性を敢えて捨てて、地域内での利用に特化するICカードの導入でいわば「ガラパゴス化」する動きもみられる。
熊本（「くまモンのIC CARD」）
2024年11月には「くまモンのIC CARD」を導入する熊本県内のバス5事業者（九州産交バス、産交バス、熊本電気鉄道、熊本バス、熊本都市バス）が同月15日をもって同サービスから離脱したため、「10カード」の利用が不可能となった（当該事業者においては、後述の「でんでんnimoca」の相互利用も終了）。理由として同サービスに対応した運賃箱などの運賃収受機器の更新期限が迫っており、「10カード」のシステムについて、SF（ストアードフェア）利用料や保守費用が高額となる事に加えて料金収受機器の更新に公的補助がないこと、また各社の収益が悪化していることを理由に、更新期限を前に同サービスからの離脱を決定したとされる。
なお、熊本市電も2014年から導入していた「でんでんnimoca」を2026年までに廃止し、現在は相互利用となっている「くまモンのIC CARD」に一本化する方向を示しているが、利便性の低下などを理由に市議会や市民から撤回を求める意見も見られる。
広島（旧「PASPY」→「MOBIRY DAYS」または「ICOCA」）
「PASPY」を導入している主に広島県内の交通事業者でも、主力事業者である広島電鉄グループ各社が同様の理由で、QRコード決済を中心とした新システム「MOBIRY DAYS」を2024年9月より導入し、各事業者も移行期間を経て2025年3月29日をもって「PASPY」サービスそのものを廃止することとなった。これにより「PASPY」サービスを利用していた事業者は、広島電鉄グループなどの「MOBIRY DAYS」を導入する事業者と、広島高速交通など「MOBIRY DAYS」を導入せず「ICOCA」に移行する事業者などに分かれることとなった。なお、広島電鉄など「MOBIRY DAYS」導入事業者などでも（一部の事業者を除き）「ICOCA」の簡易型端末を設置し同サービスを並行して導入することで、導入時の決済方法の混乱による混雑を防止する対策が取られる。
しかし「MOBIRY DAYS」の事業者においては「ICOCA定期券」の利用や「ICOCA」で車内でのチャージは不可能となる（ICカード内の残額での利用のみとなる）ほか、バスについては「ICOCA」利用の場合に乗車時に整理券を取る必要が新たに発生するほか、「MOBIRY DAYS」そのものに関しても「PASPY」と異なり、モバイル端末での決済を前提としているため、利用には事前の会員登録が必須となったほか、ICカードによる現金チャージは指定窓口に限られ車内では不可能となるなど、利用者の利便性の低下が懸念されている。この懸念に対し広電側の説明で将来的には「MOBIRY DAYS」の決済用端末に一本化する形で「ICOCA」など「10カード」にも対応できるようにするほか、チャージ手段の多様化も検討している。
長崎（旧「長崎スマートカード」→「nagasaki nimoca」または「エヌタスカード」）
前述の「長崎スマートカード」（同サービス対象外の独自の交通系ICカード）を導入していた長崎県内の交通事業者10社局が、機器更新時期を機に2020年9月までに「長崎スマートカード」の利用を終了したが、後継の交通系ICカードのシステムを巡り、同サービスである「nagasaki nimoca」を導入した事業者（長崎電気軌道、松浦鉄道、長崎県交通局、長崎県央バス、させぼバス、西肥自動車など）と、独自の地域ICカードである「エヌタスTカード」（後に「エヌタスカード」と改称、同サービス対象外）を導入した事業者（長崎自動車グループ）に対応が分かれた。これにより長崎県内の交通系ICカードは前述の「nagasaki nimoca」「エヌタスカード」のほか、JR九州の長崎エリアで2012年12月より導入している「SUGOCA」のいずれかに分かれることとなった。
この影響として「エヌタスカード」が同サービス対象外であるため、「nagasaki nimoca」エリアや「SUGOCA」エリアなどでは利用することは出来ない（逆に「nagasaki nimoca」「SUGOCA」を含む「10カード」は、2020年2月16日よりエヌタスエリアでも使用可能）。また、導入を巡る過程で当初「nagasaki nimoca」の導入を決定していた島原鉄道（元「長崎スマートカード」取扱事業者）が、長崎自動車傘下に移行した事で一転して「nagasaki nimoca」の導入を撤回したうえに、さらに「エヌタスカード」の導入も目途が立たず、一度は廃止した紙製の回数券の発行を15年ぶりに再開している。さらに2019年9月に長崎交通圏（長崎タクシー共同集金管轄）内の各タクシー会社では「エヌタスTカード」を導入したにもかかわらず、2023年12月24日に決済機器に利用していたソフトバンクの3Gサービス終了に伴い、一転して「エヌタスTカード」の使用ができなくなる（利用再開時期未定） など、決済方法を巡る様々な混乱も発生し、利用者の利便性の低下を招いている。
国土交通省による離脱防止対策の検討
このような地方を中心とした同サービスからの離脱の動きに対し、2025年3月、中野洋昌国土交通大臣は会見で「キャッシュレスサービスの利便性を高める」事を理由に、2025年度からネックとなっていた運賃決済機器の「単純更新」についても国の補助対象とすることを明言している。

## 各国の乗車カード一覧
日本のものについては後述する。（→#日本のICカード乗車券一覧、#日本の磁気カード乗車券一覧、#日本のICカード乗車券, 磁気カード乗車券以外の乗車カード一覧）

### ICカード乗車券
- アメリカ合衆国
  - スマートリップ（英語版）（ワシントンD.C.ほか）
  - ベントラ（シカゴ）
  - オルカカード（英語版）（シアトル）
  - クリッパーカード（サンフランシスコ）
  - TAPカード（英語版）（ロサンゼルス）正式名称：Transit Access Pass
- アラブ首長国連邦
  - nolカード（ドバイ）
- アルゼンチン
  - スーベ（ブエノスアイレス）
- イギリス
  - オイスターカード（ロンドン交通局）
- オーストラリア
  - ゴーカード（ブリスベン・トランスリンク連合）
  - スマートライダー（パース）
  - オパールカード（シドニー）
  - myki（メルボルン）
  - MyWay （キャンベラ）
- オランダ
  - OVチップカード
- カナダ
  - コンパスカード（バンクーバー）
  - OPUS（モントリオール）
  - プレストカード（トロント）
- シンガポール
  - EZ-link
- タイ
  - ラビット・カード（バンコク）
  - バンコクメトロカード（バンコク）
- 中華民国
  - 悠遊カード（台北市政府、台北捷運公司、台北富邦銀行、台北市市区公車を運行する15のバス会社等が出資する悠遊卡公司が発行）
  - 一カー通(一卡通、iPASS)（高雄市政府、高雄捷運公司、聯邦銀行、台南市政府等が出資する一卡通公司が発行）
  - icash(統一企業グループの愛金卡公司が発行)
  - HappyCash（遠東グループ（中国語版）グループの遠鑫電子票證公司が発行）

概ねすべてのカードが台北捷運、桃園捷運、高雄捷運、台湾鉄路管理局といった鉄道各路線、台北市市区公車、高雄市公車、國光客運といった各バス会社、高雄市輪船等のフェリーで使用が可能であるが、カードによっては対応していない場合もある。

- 大韓民国
  - コレールメンバーシップカード（韓国鉄道公社）
  - Tマネー（韓国スマートカード株式会社〈ソウル地区〉）
  - EZL（EZL Corporation）
  - ハンクミカード : 大田広域市の路線バスと都市鉄道（韓国スマートカード株式会社）
- 中華人民共和国：全国300以上都市の乗車ICカードは相互に利用可能（交通聯合（中国語版））
  - 北京市政交通一卡通：北京市の路線バス、地下鉄
  - 上海公共交通カード：上海市のタクシー、路線バス、地下鉄、フェリーなど。無錫市・蘇州市・杭州市の大衆タクシー、崇明島の大衆タクシー。
  - 琴島通（青島市琴島通卡股份有限公司）：青島市の路線バス、地下鉄、タクシー、フェリーなど。日照市・濰坊市・煙台市の路線バス。
  - 羊城通（広州羊城通有限公司）：広州市の路線バス、地下鉄
  - 深圳通（深圳通有限公司）：深圳市内の路線バス、地下鉄
  - オクトパス（八達通卡有限公司）：香港特別行政区
- トルコ
  - イスタンブールカード
- ニュージーランド
  - スナッパー（ウェリントン）
  - トラベルカード（ウェリントン・マナコーチラインズ社）
  - ATホップカード（オークランド）
  - GOカード（ダニーデン・クイーンズタウン）
  - メトロカード（カンタベリー）（クライストチャーチ）
  - バスイットカード（ハミルトン）
- フランス
  - ナヴィーゴ（パリ）
  - Carte Técély（リヨン）
- ベルギー
  - MOBIBカード（ブリュッセル）
- マレーシア
  - タッチンゴー（クアラルンプール）
  - マイラピッド（クアラルンプール）
- ロシア
  - トロイカカード（ロシア語版）（モスクワ）
  - パドロージニク（ロシア語版）（サンクトペテルブルク）
  - エカルタ（ロシア語版）（エカテリンブルク）

### 磁気カード乗車券
- アメリカ合衆国
  - メトロカード（ニューヨーク）

## 日本の乗車カード制度

### 供託義務
資金決済法により、1000万円を越える金券（前払式証票）を発行した者（事業者）は、通常は残高の半分以上を法務局に供託しなければならないが、乗車カードの場合は（乗車券と解釈されるので）供託は不要となっている。電子マネー機能付き乗車カードなど、カードに金券的性格がある場合は、供託金の供託義務が発生する場合がある。

### 有効期限
乗車カードには有効期限を設定しているものがある。すなわち、SFとしてチャージするなどしても、その後利用せずに一定の期間を経過するとその価値が滅失する場合がある。特に繰り返し使用できるICカードにおいては注意が必要である。
多くの交通系ICカードは、10年間一度も利用がない場合も失効すると規定されているが、実際の取り扱いはカードにより異なる。
- Suicaは、当該カードが利用停止（無効化）と言う扱いになる。残額がある場合は、記名・無記名を問わず新しいSuicaに移し替え処理が可能である[注 2]。新たなカード発行が伴わなければデポジットも戻る。なお、東京モノレール発行の「モノレールSuica」も同様の扱い[37]。一方、東京臨海高速鉄道発行の「りんかいSuica」については、特に有効期間を設けていない[38]。
- PASMOは、デポジットも含めて失効する。
- TOICAは、システム上使用できない状態にならない限りはそのまま使用できる[39]。ICOCAについても問題なく利用できる。

### 紛失等の場合
乗車カードについて紛失・盗難が起きた場合には、事業者によって対応が異なるが、例としてSuicaやPASMO、その他Suica準拠の乗車カードについては、通常、記名式・定期券については再発行に応じる事が多い（手数料を取られる場合がある）。無記名式の場合には失効（再発行なし）となる事が多い。
破損等の障害（読取不良等）が発生した場合は、事業者により対応が異なる。
大規模災害などによる大規模な停電や通信障害が発生したような場合、乗車カードの電子マネー機能や、IC乗車カードのオートチャージ機能などは、それが復旧するまでは機能せず、その価値を行使できなくなる。もっとも、そのような場合には鉄道や駅設備のほとんどは運休や休止し、バスについてはシステムによるがIC乗車カードでも（オートチャージを除き）対応できる場合がある。磁気カードは原則対応可能である。

### その他
自動券売機にて乗車券等と引き換える、単なるプリペイドカード（間接式）タイプとしては、JRグループ各社が取り扱うオレンジカードがある。かつて大手私鉄など各所で発行されたが、近年はSF機能カードへの移行が進んでおり、発行する会社は少なくなっている。SF機能付きの乗車カードにおいても、残高不足や複数人乗車、小児料金などの特殊な場合の運賃等に対応するため、プリペイドカード同様に自動券売機で乗車券等と引き換えることができる。
又、乗車カードはJR東日本の「タッチでエキナカ」 等の一部のサービスを除いて入場券として利用できないカード・事業者がほとんどである。

## 日本のICカード乗車券
日本では1980年代 - 1990年代以降、バスや鉄道などの運賃収受システムとして、日本国内各地で導入されるようになった。また日本では2001年からは非接触型ICカードによる物が普及しつつある。
営団地下鉄とその後身の東京メトロで用いられた乗車カード「SFメトロカード」や改札に表示される「SF」は、このStored Fare（ストアードフェア、カードに運賃を入れる前払い）の頭文字に由来する。以下本項目でもストアードフェアを「SF」と略する。

### 利用方法
松浦鉄道など、一部日本のローカル線では駅にICリーダーが設置されておらず、後述のバスや路面電車のように車両の乗降ドア付近のICリーダーに乗り降りの際にタッチすることで使用できる。ただしSuicaエリアである横浜駅でICカードをタッチして入場し、TOICAエリアである静岡駅でICカードをタッチすることは不可能（下車した駅で精算を行うか、ICカード利用エリアの境目となる駅での途中下車が必要）。
また、富山地方鉄道では有人駅で自動改札機や簡易ICリーダーにタッチし、無人駅で車両の乗降ドア付近にあるICリーダーにタッチする併用方式をとっている。TOICAエリアなど一部を除き、入場するためにはカードに少額の残金が残っている必要があり、例えばSuicaやPASMOでは残金に初乗り運賃分が、ICOCAは1円以上、PiTaPa、IruCaでは10円が残っていないと入場できない(出場する前にチャージする必要がある)。
バスや路面電車は運賃均一の場合、乗る際または降りる際に一度ICリーダーにタッチするだけで使用できる。距離制など運賃が不均一な場合は、乗る際にICリーダーにタッチし、降りる際にもICリーダーにタッチすることで使用できる。
船舶やその他の交通機関では、電子マネー扱いとなっている場合もあり、ICカードでチケット料金や利用料金を払うという形となる。このため、電子マネー部分の方式が異なるPiTaPaでは全国相互利用ができないケースもある。

### ICカード間の相互利用・片利用

ICカード間の相互利用関係（クリックで拡大）。

磁気カードでは同種のカードを地域内の各事業者が導入することで複数事業者での共通利用を実現した例が多いが、ICカード乗車券の場合はそれだけではなく、ICカード乗車券を別のICカード乗車券のサービス提供エリアで利用できるサービスが実施されている例がある。例えば、カードAを使用しカードBのエリアを、かつカードBを使用しカードAのエリアで相互に利用できる相互利用（Suica・ICOCA・TOICAエリアなど）がほとんどであるが、カードAを使用しカードBのエリアで利用できるが、カードBを使用しカードAのエリアで利用できない、いわゆる片利用（ICOCA→PASPYなど）の場合もある。2013年3月23日からは、Kitaca・Suica・PASMO・TOICA・manaca・ICOCA・PiTaPa・SUGOCA・nimoca・はやかけんの10種類のカードについて、乗車カードとしての相互利用を開始している（交通系ICカード全国相互利用サービス）。
これらは事業者同士の提携によるため、相互利用（以下、片利用を含む）の可否には組み合わせがある。また、乗車券として（交通）・電子マネーとしての相互利用可否にもそれぞれ組み合わせがある（図参照）。カード利用時に受けられるサービスの一部について、相互利用の他のカードではそのサービスを受けられないことがある。
なお、鉄道の場合は多くの事業者で、乗る駅・途中の経路・降りる駅いずれも（ICカード乗車券の）同一サービス提供エリア内にある事を前提としている（前述の相互利用ができる場合であっても、サービス提供エリアをまたぐ利用はできない場合が多い）。そのような場合には、現金等またはICカード乗車券を使用して、通常の乗車券等を購入することになる。
なお、交通系ICカード全国相互利用サービスにおいて、電子マネーサービスについては、PiTaPaを除く9種類のICカード乗車券での相互利用となっている。これは、PiTaPaの決済方法がポストペイ（後払い）であり、店舗のICカードリーダの仕組みが違うためである。そのため、既存のPiTaPa導入店舗にICOCAの導入が、また一部のICOCA導入店舗にPiTaPaの導入が進められている。

### カードの所有権について
ICカードの所有権は一部を除きほとんどは発行事業者に帰属しており、事業者・発行者から利用者に対する「貸与」となっている。しかし案内上はICカード乗車券に対しても事業者・発行者自身が「購入」「販売」「発売」などの語を用いる場合が多い。貸与にあたり交通機関の利用に使える利用額のほかにデポジットが収受され、ICカードを事業者に返却するとデポジットが返却される。

### 乗車履歴照会サービスの問題
2012年3月、一部の交通系ICカード提供会社で、インターネットから乗車履歴を照会できるサービスの一時休止が相次いだ。PASMO とSAPICAでは3月1日、nimoca では3月2日に照会サービスの停止に踏み切った。このうち、PASMOは同年5月18日に照会サービスの終了を発表した。ICカード番号と、カード登録者の個人情報（氏名、電話番号、生年月日など一般的な個人情報）をウェブから入力するだけで、誰でも乗車履歴を照会できる点が問題とされている。

### チャージについて
ほとんどの鉄道事業者では1000円単位でのチャージとなっているが、JR西日本及びJR東日本の一部の券売機および乗越精算機では500円単位、小田急電鉄や東京メトロ、東急電鉄、京都市営地下鉄の券売機および乗越精算機では10円単位でのチャージも受け付けている。また、チャージ残高不足の場合には乗越精算機で不足分のみチャージできる会社もある。

## 日本のICカード乗車券一覧
以下に日本のICカード乗車券の一覧を示す。太字[お]のものはおサイフケータイ等 のSF機能対応、★印のものは「交通系ICカード全国相互利用サービス」による相互利用が可能なカード等（以下単に「全国相互対応カード等」と略す）である。乗車カードそのものではないサービス名については「」書きする。
なお、複数の事業者にまたがって運用されているカードの事業者詳細については当該項目を参照されたい。（箇条書きの入れ子について片利用関係等 を示す）
各新幹線路線で利用可能なIC乗車カードサービスは現状、EX-ICサービスに登録したカード等、モバイルSuica特急券（2020年3月24日以降は「新幹線eチケットサービス」）、またはタッチでGo!新幹線に限られる。新幹線各路線での利用条件や新在乗継条件も含め詳細は各々の項目を参照のこと。
新在乗継の在来線部分の運賃自動精算については、取扱可否も含め詳細は該当エリアのカード項目を参照のこと。

### 北海道
- ★Kitaca（北海道旅客鉄道〈札幌・旭川・函館地区〉）...裏面の記号は、JH。
- SAPICA（札幌市交通局・ジェイ・アール北海道バス・じょうてつ・北海道中央バス） - 2013年6月22日より札幌市電およびバス3社の札幌地区路線バスと高速バス（いずれも一部を除く）での利用を開始。あわせて同日より、Kitaca・Suicaなどの全国相互対応カード等の片利用も開始（電子マネーは対象外）。...裏面の記号は、SP。
- バスカード（北海道北見バス）...裏面の記号は、K。令和8年度にMOBIRY DAYSへの移行に伴い、サービス終了予定。
- ★ICAS nimoca（函館市企業局、函館バス） - 2017年3月15日に発行開始、同25日に利用開始。...裏面の記号は、NR。

旭川地区では、下記2種のIC乗車カードが相互利用可能である。
- Doカード（道北バス）
- Asaca CARD（旭川電気軌道） - 2012年11月1日発行開始。

### 東北
- ★Suica/モバイルSuica[お]（東日本旅客鉄道〈仙台・盛岡・秋田・青森地区〉・仙台空港鉄道・ジェイアールバス東北（仙台支店、青森支店））...裏面の記号は、JE。
  - icsca（仙台市交通局） - 2014年12月6日に地下鉄南北線に導入開始。2015年12月6日に仙台市営バス・宮城交通バスおよび新規開業の地下鉄東西線に導入開始（カード自体は2014年12月1日より発行開始）。また、2016年3月26日よりSuica仙台圏エリアのみでの相互利用およびSuica以外の全国相互対応カード等の片利用も開始（電子マネーを除く。また、下記の地域連携ICカードを発行する事業者が運行する高速バス(共同運行相手の便を含む)、上記のジェイアールバス東北では利用不可）。...裏面の記号は、SK。
  - 地域連携ICカード - Suica機能付き、「全国相互利用サービス」にも対応。...裏面の記号は、EとJE両種併記。
    - ハチカ（八戸市交通部、岩手県北自動車南部支社） - 2022年2月26日サービス開始。
    - AOPASS（青森市企業局交通部、青森市市バス、ジェイアールバス東北青森支店管内の内青森空港線・横内線のみ） - 2022年3月5日サービス開始。
    - Towada SkyBlue Pass（十和田観光電鉄） - 2022年4月29日サービス開始。
    - MegoICa（弘南バス） - 2023年2月25日サービス開始。
    - Iwate Green Pass（岩手県交通) - 2021年3月27日サービス開始。
    - iGUCA（岩手県北自動車、ジェイアールバス東北（盛岡支店・二戸支店）） - 2022年2月19日サービス開始。
    - odeca（東日本旅客鉄道〈気仙沼線・大船渡線BRT区間〉） - 2015年3月14日より、Suica（全国相互対応カード等を含む）の片利用を開始。2023年7月1日に地域連携ICカードへリニューアル[注 8]。
    - AkiCA（秋田中央交通、秋田市マイタウン・バス[注 9]） -  2022年3月26日サービス開始。
    - Shuhoku Orange Pass（秋北バス） - 2022年3月12日サービス開始。
    - yamako cherica（山交バス、べにちゃんバス、米沢市民バス） - 2022年5月14日サービス開始。
    - shoko cherica（庄内交通） - 2022年5月14日サービス開始。
    - LOCOCA（新常磐交通、ジェイアールバス関東（白河支店） - 2024年5月18日サービス開始。
- NORUCA（ノルカ）（福島交通）...裏面の記号は、FK。
  - AIZU NORUCA（アイヅノルカ）（会津乗合自動車） - 2024年7月27日導入。定期券機能以外は、NORUCAと共通機能。...裏面の記号は、AZ。

### 関東
- ★Suica/モバイルSuica[お]（東日本旅客鉄道〈首都圏地区〉・ジェイアールバス関東・東京モノレール・東京臨海高速鉄道・富士山麓電気鉄道・埼玉新都市交通）...裏面の記号は、発行3社いずれもJE。
  - 地域連携ICカード - Suica機能付き、「全国相互利用サービス」にも対応。...裏面の記号は、EとJE両種併記。
    - totra（関東自動車・ジェイアールバス関東(西那須野支店・宇都宮支店) ・宇都宮ライトレール） 2021年3月21日サービス開始。
    - nolbé（上信観光バス、群馬中央バス、日本中央バス、日本中央交通、群馬バス、矢島タクシー、永井運輸） 2022年3月12日サービス開始。
- ★PASMO/モバイルPASMO[お]（東京メトロ・京王電鉄・京成電鉄・新京成電鉄・京浜急行電鉄・相模鉄道・ゆりかもめ・東武鉄道・東急電鉄・小田急電鉄・東京地下鉄・東京都交通局〈都営地下鉄・日暮里・舎人ライナー・都電荒川線・都営バス〉・西武鉄道など） - 一部の事業者は「全国相互利用サービス」の対象外。...裏面の記号は、PB。
- いばっピ（茨城交通） 2015年12月1日サービス開始...裏面の記号は、IB。

### 中部
- ★Suica/モバイルSuica[お]（東日本旅客鉄道〈新潟地区・首都圏地区にあたる東海道線熱海駅、伊東線〉・伊豆急行）...裏面の記号は、JE。
  - 地域連携ICカード - Suica機能付き、「全国相互利用サービス」にも対応。...裏面の記号は、EとJE両種併記。
    - KURURU（長野市公共交通活性化・再生協議会） - 2025年2月1日発行開始、同年3月1日サービス開始。

  - りゅーと（新潟交通・新潟交通観光バス） -  2013年3月23日より、Suica（全国相互対応カード等を含む）の片利用を開始。...裏面の記号は、NB。
- ★TOICA(東海旅客鉄道〈名古屋地区・静岡地区〉・愛知環状鉄道)...裏面の記号は、JC。
- ★manaca（名古屋鉄道・名古屋市交通局・豊橋鉄道・名古屋臨海高速鉄道・名鉄バス・名古屋ガイドウェイバス・愛知高速交通・名鉄海上観光船・豊鉄バス） ...裏面の記号は、TP。
- ★PiTaPa（スルッとKANSAI加盟事業者）。...裏面の記号は、SU。
  - LuLuCa（静岡鉄道・しずてつジャストライン） - PiTaPa・ICOCAとの間で片利用扱い。2013年3月23日からは、Suica・TOICAなど全国相互対応カード等の片利用を開始。...裏面の記号は、ST。
  - emica（三重交通・三交伊勢志摩交通・三重急行自動車・八風バス） - 2016年4月1日より発行開始。同時にTOICA・manaca・ICOCA・PiTaPaなど全国相互対応カード等の片利用を開始。...裏面の記号は、MK。
- ★PASMO（富士急バス・富士急静岡バス・富士急シティバス・小田急ハイウェイバス・富士急モビリティ・伊豆箱根鉄道・山梨交通）...裏面の記号は、PB。
- ナイスパス（遠州鉄道）...裏面の記号は、ET。
- ayuca（岐阜乗合自動車）- 2006年12月1日より発行開始。 2024年3月2日からは、manaca・TOICAなど全国相互対応カードの片利用を開始[50]。...裏面の記号は、GB。
- ★ICOCA（西日本旅客鉄道〈北陸エリア〉・あいの風とやま鉄道・IRいしかわ鉄道・ハピラインふくい・近畿日本鉄道） - 近畿日本鉄道はPiTaPa対応だが、2012年12月1日よりICOCAの販売やICOCA定期券の発行を開始した。...裏面の記号は、JW。
  - あいの風とやま鉄道では2016年から「Ainokaze ICOCA」を、IRいしかわ鉄道では2017年から「IRいしかわ鉄道ICOCA」を、ハピラインふくいでは2024年から「ハピラインふくいICOCA」を発行しているが、これらはICOCAの特別デザイン扱いとなっている[51][52][53]。
  - ecomyca（富山地方鉄道（富山軌道線・路線バス・鉄道線）-2010年3月14日導入、同日よりpasscaとの相互利用開始。2021年10月10日より富山軌道線に限りICOCAなど全国相互利用対応カードとの片利用開始。...裏面の記号は、TC。
- ICa（アイカ）（北陸鉄道〈バスが中心〉）...裏面の記号は、HT。

### 近畿
- ★ICOCA(西日本旅客鉄道〈アーバンネットワーク圏内〉および京阪電気鉄道〈大津線系統を除く各駅〉、近畿日本鉄道)...裏面の記号は、JW。
- ★PiTaPa（スルッとKANSAI加盟事業者） - 原則としてクレジットカード付（ポストペイ方式）。一部の事業者、および電子マネーは「全国相互利用サービス」の対象外。...裏面の記号は、SU。
  - itappy(伊丹市交通局)...裏面の記号は、IT。
  - CI-CA(シーカ)(奈良交通)...裏面の記号は、NK。
  - NicoPa（神姫バス） - モバイルNicoPa[お]は、2012年12月31日に利用終了。...裏面の記号は、SH。
  - らんでんカード（京福電気鉄道〈嵐山本線・北野線〉）...裏面の記号は、KF。
  - hanica（阪急バス・阪急田園バス・阪神バス） - 2012年4月1日より発行開始[54]。...裏面の記号は、HH。
  - Tsukica（高槻市交通部） - 2018年10月1日より発行開始。...裏面の記号は、TK。
  - kinoca（和歌山バス・和歌山バス那賀）...裏面の記号は、WK。

上記のエリアでは、いずれも全国相互対応カード等の片利用が可能である。

### 中国・四国
- ★ICOCA（西日本旅客鉄道〈岡山・広島・山陰エリア〉）・SHIKOKU ICOCA（四国旅客鉄道〈香川エリア〉）...裏面の記号は、SHIKOKU ICOCAを含め、JW。
- ★PiTaPa（スルッとKANSAI加盟事業者）...裏面の記号は、SU。
  - Hareca（岡山電気軌道・両備ホールディングス・東備バス・下津井電鉄・中鉄バス〈一部路線のみ全国相互対応カード等は利用が可能〉・宇野自動車〈全国相互対応カード等は利用不可〉） - PiTaPa（全国相互対応カード等を含む）の片利用が可能。...裏面の記号は、発行会社によって異なり、5種類ある。
- ★SUGOCA（九州旅客鉄道） - 山陽本線 下関駅 - 門司駅間で利用可能。
- IruCa（香川県内の電車・バス事業者[55]・香川県内の全航路[56]・レンタサイクル等） - 高松琴平電気鉄道・ことでんバスに限り全国相互対応カード等の片利用が可能。それ以外の事業者は全国相互対応カード等非対応。...裏面の記号は、KD。
- ですか （高知県内の電車・バス事業者[57]）- 高知駅前観光は空港連絡バスに限り利用可能。ジェイアール四国バスは大栃線に限り利用可能。四万十交通は高速バスを除く全線で利用可能。...裏面の記号は、DE。
- MOBIRY DAYS（広島電鉄）...裏面の記号は、MD。

### 九州・沖縄
- ★SUGOCA（九州旅客鉄道〈福岡・佐賀・熊本・大分エリア〉および〈長崎・宮崎・鹿児島エリア）の主要路線〉） - 各エリア間をまたぐ利用は不可。...裏面の記号は、JK。
  - ★mono SUGOCA（北九州高速鉄道） - 2015年10月1日から利用を開始。JR九州のSUGOCAのシステムを採用するのに合わせ、新しい導入カードの名称が決まった[58]。
  - 熊本地域振興ICカード（「くまモンのIC CARD」）（九州産交バス・産交バス・熊本電気鉄道・熊本バス・熊本都市バス） - 2015年4月1日発行開始[59][60]。2016年3月23日、全国相互対応カード等の片利用開始[61]。ただし、でんでんnimoca（熊本市電エリア）とは相互利用とし、2015年8月7日より先行して片利用を開始。...裏面の記号は、KM[62]。
- ★はやかけん（福岡市交通局）...裏面の記号は、FC。
- ★nimoca（株式会社ニモカ(西日本鉄道・昭和自動車・筑豊電気鉄道・佐賀市交通局)）...裏面の記号は、NR。
  - ★tsu-tsu nimoca（佐賀市交通局） - 佐賀県が発行するオリジナルnimocaで2017年9月から発売。
  - ★めじろんnimoca （大分バス・大分交通・亀の井バス:運営は、大分ICカード開発） - 現在は同カードの在庫がなくなり、案内上では「めじろんnimoca」の呼称を残しながらも西鉄などと同一デザインのnimocaを発行している。
  - ★でんでんnimoca（熊本市電） - 2014年3月28日より運用開始。西鉄のnimocaをベースとしたICカード[61][63][64]。
  - ★みやこうnimoca（宮崎交通） - 2015年11月14日より運用開始。後述の宮交バスカの利用は2016年3月31日をもって終了した[65]。
  - ★nagasaki nimoca（松浦鉄道・長崎電気軌道） - 2020年3月1日より運用開始[66]。長崎⇔福岡間の高速バスを運行している九州急行バスで2020年3月27日から[67]、長崎県交通局・長崎県央バスの各社で2020年6月21日から、西肥自動車・させぼバスの各社で2020年6月28日から[68]「nagasaki nimoca」を導入した。
- エヌタスTカード（長崎バス、さいかい交通） - 2019年9月16日より運用開始。2020年2月16日からは全国相互対応カード等の片利用開始[69]。
- OKICA（沖縄都市モノレール・琉球バス交通・沖縄バス・那覇バス・東陽バス） - 沖縄都市モノレール全線と、沖縄本島内の大半のバス路線。...裏面の記号は、OK[70]。
  - 沖縄都市モノレールは2020年3月10日から単独でSuicaを導入[71][72]。

鹿児島地区では、かごしま共通乗車カードである下記2種のIC乗車カードが相互利用可能である。
- いわさきICカード（鹿児島交通・いわさきバスネットワークなど）
- ラピカ（「RapICa[73]」）（鹿児島市交通局・南国交通・JR九州バス〈鹿児島地区〉・桜島フェリー）
  - 桜島フェリーでは、交通系ICカード全国相互利用サービスにおけるPiTaPaを除く9種類のカード・楽天Edy・WAON・nanaco・QUICPay・Apple Payを利用可能。

### その他
- EX予約サービス（旧「EX-IC」） 関連するカード類や、モバイルSuica[お]対応可否、サービス・割引率その他の詳細は「EX-IC」の項目を参照のこと。
  - 「エクスプレス予約」（東海旅客鉄道・西日本旅客鉄道）- 東海道・山陽新幹線用。
    - JR東海エクスプレス・カード、またはJ-WESTカード（エクスプレスのみ）への入会が必要。

  - 「プラスEX」（統合された「エクスプレス予約プラスEX会員」含む）（東海旅客鉄道）- 東海道新幹線のみ。
    - 特定ブランドのクレジットカード（JCB、三井住友、三菱UFJニコス、イオン、Amex、セディナ、SuMi TRUST CLUB、トヨタファイナンス）が必要。

  - 「スマートEX」（東海旅客鉄道・西日本旅客鉄道）- 東海道・山陽新幹線用。
    - 国際ブランドクレジットカード（Visa、MasterCard、JCB、Amex、Diners）の登録が必要。全国相互対応カード等を利用する（認証としての利用であり、SF機能は利用しない）。
- モバイルSuica特急券（東日本旅客鉄道） - 東北・北海道・上越・北陸新幹線用。
  - 2020年3月14日以降は「新幹線eチケットサービス」となる[49]
- タッチでGo!新幹線（同上）-東北・上越・山形・秋田新幹線全線と北陸**新幹線の一部区間で、全国相互利用対応カードなどを利用し自由席にSF乗車可能。なお、盛岡駅をまたいだ通し利用はできない。

## 日本の磁気カード乗車券一覧

### 現行カード
- バスカード（道南バス）
- バスカード（糸魚川バス）
- 中鉄バス専用バスカード（中鉄北部バス）

※中鉄バス〈一部路線を除く〉利用終了
- 備北バス専用バスカード（備北バス）

### 一部販売終了したカード
- 山口県共通バスカード（船木鉄道・ブルーライン交通）

※ 岩国市交通局・いわくにバス発行のバスカードは利用不可。
※ サンデン交通・防長交通・宇部市交通局・中国ジェイアールバス〈山口県内路線〉 利用終了

## 日本のICカード乗車券, 磁気カード乗車券以外の乗車カード一覧

### 商業系電子マネー
商業系電子マネーで利用できる鉄道・バス・船舶を下記に示す。また、全国各地のタクシー事業者（一部事業者、一部車両）で利用可能な場合がある。すべておサイフケータイなど の電子マネー機能にも対応する。なお、SF機能ではないため、厳密には乗車カードには該当しない。
- 十勝バス - 帯広市西地区コミュニティバス、大空団地線、自衛隊稲田線、畜大線にて、WAONを利用可能。
- くしろバス - 通学便を除き、ほぼすべての路線にて、WAONを利用可能。
- 阿寒バス - 釧路標津線、釧路羅臼線、空港連絡バスを除く全路線にて、WAONを利用可能。
- kmモビリティサービス - 路線バス全線でiDを利用可能。ただし、設備の老朽化のため、2025年3月に利用を終了する予定。
- えちぜん鉄道・福井鉄道 - 一部駅の窓口開設時間帯に、nanaco・QUICPayを利用可能[74]。
- 岐阜バス - イオンモール各務原線でWAONを利用可能。
- ケイルック - 京都らくなんエクスプレスと京大病院ライナー（hoop）にて、WAONを利用可能。
- 淡路ジェノバライン - 窓口開設時間帯に、楽天Edy・WAON・nanaco・iDを利用可能。
- 那覇バス - 那覇市内線にてiDを利用可能。
- やんばる急行バス - 楽天Edyを利用可能。
- (利用終了)平成エンタープライズ - イオンモール羽生線にて、WAONを利用可能だった。平成エンタープライズの路線バス事業撤退に伴い利用を終了した。
- (利用終了)三岐鉄道バス - イオンモール東員線にて、WAONを利用可能だった。設備故障のため、2022年2月に利用を終了した[75][76]。
- (利用終了)鳥取市コミュニティバス「くる梨」（日ノ丸自動車・日本交通の2社共同で運行受託）- 楽天Edy・WAON・iD・QUICPayを利用可能だった[77]。交通系ICカード導入の準備のため、2022年12月31日をもって利用を終了した。

### クレジットカード会社の非接触サービス
- Visaのタッチ決済
  - 北都交通 - 空港連絡バスの全系統で利用可能[78]。
  - 北海道中央バス - 新千歳空港連絡バス・高速あさひかわ号[注 10] で利用可能[79][80]。
  - ジェイ・アール北海道バス - 高速おたる号・流氷もんべつ号で利用可能[80]。
  - 旭川電気軌道 - 旭山動物園・旭川空港発着（75番を除く）及び、66番旭川空港経由旭岳線で利用可能[81]。
  - 羽後交通 - 2024年9月9日以降、田沢湖自動車営業所の指定された便で利用可能。
  - みちのりホールディングス
    - 岩手県北自動車 - 106急行バスで利用可能。
    - 福島交通・会津乗合自動車（会津バス） - 会津若松・福島 - 仙台空港線、郡山 - 福島空港線（福島交通のみ）で利用可能[82]。
    - 茨城交通 - 勝田・東海 - 東京線で利用可能（日本で初めての導入事業者）[83]。

  - 京福バス・京福リムジンバス - 小松空港連絡バス・一乗谷朝倉特急バスで利用可能[84][85][86]。
  - 長電バス - 急行バス志賀高原線で利用可能。
  - WILLER TRAINS（京都丹後鉄道） - 全路線で利用可能（鉄道においては日本初）[87]。

## 過去に発行されていた日本のICカード乗車券一覧
試験導入のみのものは含まない。
- EG1カード（遠州鉄道） - ナイスパスへ移行する形で消滅。ナイスパスとは異なりリライト機能は無かった。また定期券も発行されていなかった。
  - ユーバスカード（静岡県磐田郡豊田町=現・磐田市） - 機器の老朽化により販売・利用共に終了。代替としてユーバス回数券を販売するほか、利用停止以降はナイスパスが利用可能。
- トランセカード（東急トランセ） - PASMO導入に伴う。代替として代官山循環線専用カードを販売。
- タウンバスカード（平和交通） - 同社の深夜急行バスで使用可能であった。PASMO導入に伴う。
- ICカード回数券（関東鉄道）- 取手営業所管内で利用可能であった。2010年3月31日をもって利用終了。一般路線バスにおけるPASMOは2017年9月16日までに導入完了。
- バスICカード（福島交通〈郡山・須賀川地区〉）- 2010年10月30日より、同社の（全エリアを対象とした）新しいIC乗車カード「NORUCA（ノルカ）」が導入されたことで、同年11月1日に発売終了、翌2011年7月31日に利用終了となった。
- せたまる（東京急行電鉄世田谷線）PASMO・Suicaとの間で片利用扱い - 2012年3月16日販売終了、同年9月30日利用終了。
- 宮交バスカ（宮崎交通） - みやこうnimoca導入に伴い、2016年3月31日をもって利用を終了した[88]。
- バスICカード（山梨交通グループ各社）- 2000年2月28日サービス開始。PASMOに代替され、2016年12月11日利用終了。
- passca（パスカ）（富山ライトレール）...裏面の記号は、TL。 - 2006年4月29日導入、2010年3月14日よりecomycaとの相互利用開始。2020年2月21日に富山ライトレールと富山地方鉄道が合併したことにより2019年10月31日に発売終了。機能はecomycaに統合、発売終了後も当面使用可能。
- PASPY（広島地区の鉄道・バス・船舶事業者・いわくにバス） - 全国相互対応カード等の片利用が可能。...裏面の記号は発行会社によって異なり、10種類ある。
- スカイレールICカード（スカイレールサービス）
- ICい〜カード（伊予鉄道・石崎汽船・中島汽船など） - モバイルICい〜カード[お]は2016年3月31日でサービス終了。2024年3月13日より松山市内線及び松山空港リムジンバスに限り全国相互対応カード等の片利用が可能。...裏面の記号は、IY。
- 長崎スマートカード（長崎自動車、さいかい交通、長崎電気軌道、松浦鉄道、長崎県交通局、長崎県央バス、佐世保市交通局、させぼバス、西肥自動車、島原鉄道）- 2020年に廃止され、「nimoca」に移行[69][89]。
- 近江鉄道バスICカード（近江鉄道） - 大津営業所管内の路線バスの一部（大津市の瀬田地区と草津市内の一部路線）に導入。2021年3月31日で取扱を終了し、ICOCAに移行。
- なっち（南海バス・南海ウイングバス金岡・南海ウイングバス南部・南海りんかんバス）  - 全国相互対応カード等の片利用が可能。...裏面の記号は、BN。
- ICOUSA（イコウサ）（まちづくり福井）- 2011年3月20日に福井市内のコミュニティバス「すまいる」（京福バスが運行受託）に導入。2021年9月30日をもって取扱を終了[90]。
- ひまわりバスカード（北九州市交通局）-2001年（平成13年）9月、乗車カードとして小田原機器製のICカード「ひまわりバスカード」が導入された[18]。2021年10月30日に利用終了。nimocaに移行。
- でんてつハイカード （日立電鉄交通サービス）

### 地域連携ICカードへの移行に伴い独自カードが廃止された日本のICカード乗車券一覧
詳細は、地域連携ICカード及び当該記事を参照。
- odeca（東日本旅客鉄道）...裏面の記号は、EB。
- KURURU（長野市公共交通活性化・再生協議会） -  アルピコ交通・長電バス・ぐるりん号に対応するIC乗車カードとして、2012年10月27日発行開始[91][92]。令和7年2月14日サービス終了。地域連携ICカードによるサービスは、令和7年2月1日にカード発行開始し、令和7年3月1日サービス開始。...裏面の記号は、NA[93]。

## 過去に発行されていた日本の磁気カード乗車券一覧
発行終了後の取り扱いなどの詳細についての項目があるものは、該当項目を参照。

### 全国共通
- オレンジカード（JRグループ） 間接式（自動券売機での切符への引き換えによる利用）自動券売機での利用は当面可能。

### 北海道
- ジェイ・アールバスカード（ジェイ・アール北海道バス）
- じょうてつバスカード（じょうてつ）
- 共通ウィズユーカード（札幌市交通局）
- 中央バスカード（北海道中央バス）
- 札樽間高速バス共通カード（北海道中央バス、ジェイ・アール北海道バス）
- ドゥカード、バスカード、マイカード（道北バス）
- トマッピーカード（苫小牧市交通部）
- シャトルカード（旭川電気軌道） - クレジットカード直接または紐付けされた専用カードによるポストペイ方式
- バス・市電共通乗車カード（函館バス）
- イカすカード（函館市企業局交通部）

### 東北
- バスカード (青森市営バス)（青森市営バス）
- バスカード (岩手県交通・岩手県北自動車)（岩手県交通・早池峰バス・奥州市営バス・岩手県北自動車・岩泉自動車運輸）
- スキップカード（仙台市交通局・宮城交通）
- ジョイカード（同上）
- バスカード（仙台市交通局）
- メルシーカード（宮城交通）
- （旧）バスカード（福島交通〈福島市内の特定路線のみ〉）
- （新）バスカード「棚倉・鮫川・塙・矢祭地区専用」（同上）
- （新）バスカード「相馬・南相馬地区専用」（同上）
- バスカード（新常磐交通）

### 関東
- 3社共通バスカード (栃木県)（関東自動車・東野交通・ジェイアールバス関東〈宇都宮地区〉）
- イオカード（東日本旅客鉄道〈首都圏地区〉）
- パスネット（パスネット協議会加盟各社局）
  - SKカード（新京成電鉄）
  - ルトランカード（京浜急行電鉄）
  - SFポケットカード（相模鉄道）
  - SFとーぶカード（東武鉄道）
  - SFレオカード（西武鉄道）
  - 多摩モノレールカード（多摩都市モノレール）
  - ほくそうパッスルカード（北総開発鉄道→北総鉄道）
  - かもめカード（ゆりかもめ）
  - TXカード（首都圏新都市鉄道）
  - ディズニーリゾートライン・カード（舞浜リゾートライン）
  - NSメトロカード・SFメトロカード（営団地下鉄→東京地下鉄（東京メトロ））
  - Tカード（東京都交通局）
- ロマンスカード（小田急電鉄）
- フレッシュカード（埼玉新都市交通）
- レオカード（西武鉄道）
- メトロカード（営団地下鉄）
- とーぶカード（東武鉄道）
- バスカード・にこにこカード<65>（日立電鉄交通サービス）
- モノレールカード（千葉都市モノレール）
- 神奈中バスカード（神奈川中央交通）
- バス共通カード（東京都交通局・横浜市交通局・神奈川中央交通・東急バス・京王バス・西武バス他、関東地区バス各社）
  - マリンカード・Yカード（横浜市交通局）
  - 京急バスカード（京浜急行バス・羽田京急バス・横浜京急バス・湘南京急バス）
  - 京王バスカード（京王電鉄バス・京王バス東・京王バス中央・京王バス南・京王バス小金井）
  - 代官山循環線専用バスカード（東急トランセ代官山循環線、トランセカード廃止代替）
- ぐんネット（関越交通・群馬バス・群馬中央バス・日本中央バス・永井運輸・上信電鉄バス）
- 尾瀬カード（関越交通〈利根・沼田地区のみ〉）

### 中部
- バスカード（新潟交通）
- 新潟県内高速バス共通カード（新潟交通・越後交通・頸城自動車・蒲原鉄道の新潟県内の高速バスと新潟交通・会津乗合自動車が運行する会津若松 - 新潟線）
- バスカード（富士急行グループ各社）
- パサールカード（静岡鉄道・しずてつジャストライン・秋葉バスサービス）
- ETカード（遠州鉄道）
- トラムカード（富山地方鉄道富山軌道線）
- バスカード（岐阜乗合自動車）
- パノラマカード・パノラマプラスカード（名古屋鉄道）
- リリーカード（名古屋市交通局）
- トランパス
  - SFパノラマカード（名古屋鉄道など）
  - ユリカ（名古屋市交通局）
  - あおなみカード（名古屋臨海高速鉄道）
- ゆとりーとカード（名古屋ガイドウェイバス）
- バスカード（名鉄バス）
- バスカード（知多バス）
- リニモカード（愛知高速交通）
- 三交バスカード（三重交通）

### 近畿
- スルッとKANSAI
  - 阪急 阪神 能勢 北急レールウェイカード（阪急電鉄・阪神電気鉄道・能勢電鉄・北大阪急行電鉄）
- 回数カード（高槻市交通部）
- 京阪グループ共通バスカード（京阪バス・京都京阪バス・京阪京都交通）
- 市バスカード（伊丹市交通局）
- パールカード（近畿日本鉄道）
- Jスルーカード（西日本旅客鉄道〈大阪地区〉・近畿日本鉄道（大阪地区）・明石市交通部・近鉄バス）
- ハープカード（阪神電気鉄道）
- タウンカード（大阪市交通局）
- マイチケット（南海電気鉄道）
- Kカード（京阪電気鉄道）
- バスカード（奈良交通）
- のり鯛カード（明石市交通部）
- 阪急・阪神共通バスカード（阪急バス・阪急田園バス・阪神バス）
  - 2012年5月31日に発売終了。阪急バス・阪急田園バスの2社では、同年9月30日に利用終了。阪神バスはその後も使用可能だったが2015年9月30日限りで取り扱い終了。スルッとKANSAI2days・3daysチケットは阪急バス同様、提示により引き続き利用可能である[94]。
  - 下記2種のカードは、上記の「阪急・阪神共通バスカード」に代わる形で発売を終了した。
    - 回数カード（阪急バス・阪急田園バス） 2012年9月30日に利用終了（唐櫃営業所管轄の路線は2013年4月30日で利用終了）。
    - バスカード（阪神電気鉄道 - 阪神バス） 2012年10月1日以降も、当面利用可能。
- 回数カード（阪神バス〈旧尼崎市交通局の路線〉）
- 市バス専用カード（京都市交通局）
- バスカード（和歌山バス・和歌山バス那賀）
- なんかいバスカード（南海バス・南海ウイングバス金岡・南海ウイングバス南部）
- バスカード（南海りんかんバス）
- 近鉄バス回数カード（近鉄バス）
- 市バスカード（神戸市交通局） 利用終了予定
- 山陽バスカード（山陽電気鉄道） 利用終了予定
- トラフィカ京カード（京都市交通局）
- 回数カード（大阪市交通局→大阪シティバス・大阪市高速電気軌道）
- パールカード11（近畿日本鉄道）
- NEW Uラインカード（神戸市交通局）

### 中国・四国
- 岡山県共通バスカード（両備ホールディングス・東備バス・岡山電気軌道・下津井電鉄・中国ジェイアールバス〈岡山県内路線〉・井笠鉄道・宇野自動車） ※ 中鉄バス・備北バスの発行のバスカードは現在、各社専用バスカードとして使用可能[注 11]
  - 宇野バス専用バスカード（宇野自動車）
  - 井笠バス専用バスカード（井笠鉄道）
- バスカード・パセオカード・アストラムカード（広島電鉄・中国ジェイアールバス〈広島県内・島根県内路線〉・広島交通・広島バス・芸陽バス・呉市交通局・広島高速交通）
- いさりびカード（広島電鉄・JRバス中国・石見交通）
- 広島県・島根県共通バスカード（JRバス中国）
- 共通バスカード (島根県)（松江市交通局・一畑バス・石見交通・イワミツアー ・日ノ丸自動車〈島根県内路線〉・JRバス中国〈広島県内・島根県内路線〉）
- い〜カード（伊予鉄道）

### 九州・沖縄
- バスカード（西日本鉄道およびその分離子会社の路線バス）
- よかネットカード（西日本鉄道・福岡市交通局）
- ワイワイカード（九州旅客鉄道〈福岡地区〉・福岡市交通局）
- えふカード（福岡市交通局）
- バスカード（長崎自動車）
- 大分共通バスカード（大分バス・大分交通・亀の井バス）
- TO熊カード（熊本市交通局・九州産交バス・熊本電気鉄道・熊本都市バス・熊本バス）
- ゆいカード（沖縄都市モノレール）